# Сара Ларраїн
Сара Марія Ларраїн Руїс-Тагле (нар. 1952) — чилійська політична діячка та еколог, яка балотувалася на пост президента на президентських виборах 1999 року. Вона має баскійське походження.
Зараз Ларраїн входить до ради директорів Міжнародного форуму з глобалізації.

## Освіта та початок кар'єри
Ларраїн навчалася в Чилійському університеті в 1972 році, вивчаючи антропологію. Далі вона закінчила навчання в Папському католицькому університеті Чилі, отримавши ступінь викладачки пластичних мистецтв. З 1978 по 1989 рік Ларраїн була академікинею у галузі естетики, викладала у католицьких університетах Чилі, Метрополітен-університеті освітніх наук. З 1989 по 1993 рік вона була членом-засновником і директором офісу Грінпіс в Чилі (Pacífico Sur), а також працювала з такими організаціями, як RENACE (Red Nacional de Acción Ecológica, або «Національна мережа екологічних дій») та організаціями. для дослідження глобалізації. З 1997 по 2001 рік вона обіймала посаду директора Програми сталого Чилі (Programa Chile Sustentable).

## Президентська кампанія
Ларраїн висунула себе як незалежна кандидат на пост президента Чилі на президентських виборах 1999 року. Підтримана різними екологами, їй вдалося зібрати близько 0,5% підписів, необхідних для висування своєї кандидатури. На виборах вона набрала 31 319 голосів, або 0,44% голосів, посівши п’яте місце. Єдиним кандидатом, який вона перемогла, був колишній сенатор Артуро Фрей. Коли перше голосування не принесло більшості, відбувся другий тур виборів між Рікардо Лагосом (PPD/CPD) та Хоакіном Лавіном (UDI/APC). Ларраїн разом із Гледіс Марін (PCC) і Томасом Хіршем (PH) підтримали кандидата від Коаліції партій за демократію Рікардо Лагоса. Лагос переміг Лавіна, кандидата від консерваторів.

## Екологічна активність
Ларраїн продовжувала свою екологічну активність у різних організаціях, в основному працюючи з Програмою сталого Чилі, директором якої вона є. З 2001 року вона є членом Консультативної ради Національної комісії з навколишнього середовища (Comisión Nacional del Medio Ambiente, CONAMA). Вона також була сильною противницею таких проєктів, як Паскуа Лама, греблі в регіоні Айсен і впровадження ядерної енергії в її країні для вирішення енергетичної кризи Чилі. Це змусило її відмежуватися від урядів Концертасьон, незважаючи на їх попередню близькість.

## Зовнішні посилання
- Стала програма Чилі